# 松㟢翔平
松㟢 翔平（まつざき しょうへい、1993年〈平成5年〉10月9日 - ）は、日本の俳優、モデル、コラムニスト。埼玉県鶴ヶ島市出身。マイターン・エンターテイメント所属。

## 人物・来歴
身長178cm。体重63kg。靴29cm。血液型O型。埼玉県立芸術総合高等学校、多摩美術大学造形表現学部映像演劇学科卒業。
2018年夏に活動の拠点を台北に移す。その後、Netflixのリアリティ番組『TERRACE HOUSE TOKYO 2019-2020』に出演。
現在は、東京と台北を行き来しながら、多岐にわたり活動している。台湾での愛称は小黑（シャオヘイ）。

## 出演

### 映画
- 疾走ラブレター（2013年、監督：山本圭祐）
- FUGAKU1／犬小屋のゾンビ（2014年、監督：青山真治）[6]
- 襟売ってよ（2014年、監督：大河原恵）
- 姉と弟 こどもと大人（とそうでないひと）（2014年、監督：川添彩）
- みんな蒸してやる（2015年、監督：大河原恵）
- アレノ（2015年、監督：越川道夫）
- FUGAKU3／さらば愛しのeien（2016年、監督：青山真治）
- 母がる（2016年、監督：大河原恵）
- 瑠璃道花虹彩絵（2016年、監督：西山洋市）
- ろんぐ・ぐっどばい～探偵古井栗之助～（2017年5 月20日、監督：いまおかしんじ）[7]
- 闇金ぐれんたい（2018年1月20日、監督：いまおかしんじ）[8]
- 音量を上げろタコ!なに歌ってんのか全然わかんねぇんだよ!!（2018年、監督：三木聡）
- 眠る虫（2019年、監督：金子由里奈） - 佐々木啓介 役
- 嬉しくなっちゃって（2019年、監督：穐山茉由） - 山崎 役[9]
- ボクと君（2019年、監督：金井紘） - 坂下 役
- バージン協奏曲 それゆけ純白パンツ!（2020年10月4日、監督：小栗はるひ） - 後輩 役
- 葵ちゃんはやらせてくれない（2021年6月11日、監督：いまおかしんじ） - 信吾 役[10]
- 雨の方舟（2022年7月30日、監督：瀬浪歌央） -  ジン 役[11]
- 激怒（2022年8月26日、監督：高橋ヨシキ）[12] - 太郎 役
- LONESOME VACATION（2023年、監督：下社敦郎）[13]
- ラトビア（2023年、監督：黄彬彬） - 主演・松崎 役
- 冗談じゃないよ（2024年、監督：日下玉巳）
- 雲ゆくままに（2024年、監督：楊礼平）[14] - 夢二 役
- つゆのあとさき（2024年6月22日、監督：山嵜晋平） - 木村 役[15]
- なのに、やめられない 〜スズカのスナック〜（2024年12月8日、監督：山内大輔） - 悠人 役[16]
- 素敵すぎて素敵すぎて素敵すぎる（2025年9月27日公開予定、監督：大河原恵）[17]

### テレビドラマ
- 100万円の女たち 第8話（2017年6月1日、テレビ東京）
- TERRACE HOUSE TOKYO 2019-2020（2019年5月14日 - 10月8日、Netflix）[18]
- 東京男子図鑑 第8話・第9話（2020年6月18日・25日、カンテレ）- 松下 役
- スポットライト 第11話「ストックフォト」（2020年9月15日、TOKYO MX）- 磯崎 役
- 30までにとうるさくて（2022年、Abema）
- 昼上がりのオンナたち（2022年、CX）
- 対ありでした（2023年、Lemino）- 轟 役
- 「I am...23歳たち」(FOD)/「打ち明けられない私の恋人」監督：森岡龍

### 舞台
- 明後日 HR 業者を待ちながら（2019年12月17日 - 22日、下北沢小劇場楽園、作・演出：森岡龍）- 原田保 役

### 広告
- MEGLY
- ASUS（intel）× BAPE EDITION

### MV
- 乃木坂46 樋口日奈 個人PV「明日から来た恋」（2016年、森岡龍監督）
- YOSA 「Navy feat. JABBA DA HUTT FOOTBALL CLUB」（2016年、芳賀陽平監督）
- シャムキャッツ「Coyote」（2017年、芳賀陽平監督）
- DAOKO「同じ夜」（2017年）
- iri「Shade」（2019年、丸山雄大監督・芳賀陽平監督）
- 片想い「環境」（2019年、浅井一仁監督）
- 真心ブラザーズ「愛」（2019年、芳賀陽平監督）
- Shohei Takagi Parallela Botanica「ミッドナイト・ランデヴー」（2020年、芳賀陽平監督）
- MONO NO AWARE「ゾッコン」（2020年、芳賀陽平監督）
- TOOBOE「天晴れ乾杯」（2023年、松野貴仁監督）

### モデル
- GELATO PIQUE HOMME（2019年）[19]
- Reebok INSTAPUMP FURY（2019年）
- 川島小鳥 とコロンビア 秋編（2019年）[20]
- POPEYE 4月号「台湾のシティボーイたちと作った台湾シティガイド」表紙（2019年）
- EFFECTEN 2020 Spring Summer「Unbalance」（2020年）
- GOLDWIN WEBSTORE "NEW LIFE"（2020年）
- gravis ODJICK CHAIN（2020年）
- Carne Bollente × THE FOUR-EYED 2020 Spring Summer（2020年）
- MICO LIFE LETTER（2020年）
- WIND AND SEA 6th collection（2020年）
- C.P. COMPANY（2022年）
- TS DESIGN（2023年）
- Agnes b. - the T. shirts collection ! with Kotori Kawashima （2023年）

### その他
- 前田司郎「愛が挟み撃ち」小説表紙（2018年）
- 連載コラム「翔平のもしもし台湾」（2019年 - 、GINZA）[21]
- Asian Breeze（2019年5月2日、エフエム愛知）
- 鈴木涼美のBISTRO LOVIN' #21～#24（2019年、Podcast）
- デジタル写真集「再見 再見！」（2019年11月15日、集英社）[22]
- 松㟢翔平の楽しい日々 HAPPY DAYS with SHOHEI MATSUZAKI（2020年、Podcast・Spotify）[23]
- 宝島 BAODAO - Taiwan Souvenir Shop（2020年1月18日 - 23日、渋谷パルコ）- プロデュース[24]
- 小黑滷肉飯（2020年10月3日 - 11月1日、PELLS coffee&bar）- プロデュース[25]
- PLATEAU STUDIO 2020 F/W "SMOG" TOKYO EDITION（2020年）- プロデュース[26]

## 監督

### 映画
- 悪い風（2014年）
- 閃光、走った！（2015年）[27]